# Suavemente
Suavemente (Jemně) je píseň německé skupiny Scooter z alba Mind The Gap z roku 2004. Jako singl vyšla píseň v roce 2005. Singl obsahuje také videoklip.

## Seznam skladeb
1. Suavemente (Radio Edit) – (3:35)
2. Suavemente (Extended) – (5:40)
3. Suavemente (Club Mix) – (6:48)
4. Suavemente (Original Club) – (3:29)
5. Trance-Atlantic (Club Mix) – (4:04)

## Umístění ve světě
| Hitparáda | Umístění |
| --------- | -------- |
| Švýcarsko | 39       |
| Rakousko  | 27       |
| Švédsko   | 58       |